# Tre Valli Varesine
Tre Valli Varesine é uma corrida anual de ciclismo de estrada de um dia, na região de Lombardia, na Itália, ela faz parte da UCI Europe Tour. 

## Vencedores
| Ano                                                                                      | Vencedor              | Segundo                    | Terceiro                 |           |
| ---------------------------------------------------------------------------------------- | --------------------- | -------------------------- | ------------------------ | --------- |
| 1919                                                                                     | Pietro Bestetti       | Giovanni Scaioni           | Angelo Bianchi           |           |
| 1920                                                                                     | Raimondo Rosa         | Carlo Spina                | Camillo Bertarelli       |           |
| 1921                                                                                     | Luigi Gilardi         | Vincenzo Botta             |                          |           |
| 1922                                                                                     | Domenico Piemontesi   | G. Vigano                  | L. Malinverni            |           |
| 1923                                                                                     | Filippo Brusatori     | Mario Bianchi              | V. Florini               |           |
| 1924                                                                                     | Libero Ferrario       | V. Florini                 | Luigi Magnotti           |           |
| 1925                                                                                     | Giovanni Tizzoni      | Luigi Magnotti             | Aniceto Cattaneo         |           |
| 1926                                                                                     | Mario Bonvicini       | Roberto Lorenzetti         | Aleardo Simoni           |           |
| 1927                                                                                     | Renato Zanona         | Paolo Zanetti              | Aleardo Simoni           |           |
| 1928                                                                                     | Battista Visconti     | Attilio Marangoni          | Aleardo Simoni           |           |
| 1929                                                                                     | Ambrogio Morelli      | Alessandro Catalani        | Allegro Grandi           |           |
| 1930                                                                                     | Albino Binda          | Luigi Ferrando             | Riccardo Proserpio       |           |
| 1931                                                                                     | Luigi Giacobbe        | Francesco Camusso          | Michele Mara             |           |
| 1932                                                                                     | Domenico Piemontesi   | Alfredo Bovet              | Luigi Giacobbe           |           |
| 1933                                                                                     | Alfredo Bovet         | Remo Bertoni               | Luigi Macchi             |           |
| 1934                                                                                     | Severino Canavesi     | Attilio Masarati           | Luigi Barral             |           |
| 1935                                                                                     | Pietro Chiappini      | Ercole Rigamonti           | Edmondo Toccaceli        |           |
| 1936                                                                                     | Cesare Del Cancia     | Michele Benente            | Enrico Mollo             |           |
| 1937                                                                                     | Olimpio Bizzi         | Diego Marabelli            | Glauco Servadei          |           |
| 1938                                                                                     | Gino Bartali          | Severino Canavesi          | Secondo Magni            |           |
| 1939                                                                                     | Olimpio Bizzi         | Gino Bartali               | Adolfo Leoni             |           |
| 1940                                                                                     | Cino Cinelli          | Mario Ricci                | Fausto Coppi             |           |
| 1941                                                                                     | Fausto Coppi          | Olimpio Bizzi              | Gino Bartali             |           |
| 1942                                                                                     | Luciano Succi         | Vasco Bergamaschi          | Mario De Benedetti       |           |
| 1943-1944 edição não realizada por causa da Segunda Guerra Mundial                       |                       |                            |                          |           |
| 1945                                                                                     | Adolfo Leoni          | Mario Ricci                | Gino Bartali             |           |
| 1946                                                                                     | Enrico Mollo          | Mario Ricci                | Renzo Zanazzi            |           |
| 1947                                                                                     | Fiorenzo Magni        | Mario Ricci                | Louis Thiétard           |           |
| 1948                                                                                     | Fausto Coppi          | Gino Bartali               | Antonio Bevilacqua       |           |
| 1949                                                                                     | Nedo Logli            | Vittorio Seghezzi          | Renzo Zanazzi            |           |
| 1950                                                                                     | Antonio Bevilacqua    | Alfredo Martini            | Mario Ricci              |           |
| 1951                                                                                     | Guido De Santi        | Alfredo Pasotti            | Pasquale Fornara         |           |
| 1952                                                                                     | Giuseppe Minardi      | Alfredo Martini            | Arigo Padovan            |           |
| 1953                                                                                     | Nino Defilippis       | Marcello Pellegrini        | Bruno Monti              |           |
| 1954                                                                                     | Giorgio Albani        | Rino Benedetti             | Giuseppe Minardi         |           |
| 1955                                                                                     | Fausto Coppi          | Aldo Moser                 | Giuseppe Minardi         |           |
| 1956                                                                                     | Gastone Nencini       | Giorgio Albani             | Giuseppe Minardi         |           |
| 1957                                                                                     | Germain Derycke       | Ercole Baldini             | Angelo Conterno          |           |
| 1958                                                                                     | Carlo Nicolo          | Aldo Moser                 | Giorgio Tinazzi          |           |
| 1959                                                                                     | Dino Bruni            | Giovanni Verucchi          | Armando Pellegrini       |           |
| 1960                                                                                     | Nino Defilippis       | Rino Benedetti             | Angelo Conterno          |           |
| 1961                                                                                     | Willy Vannitsen       | Carlo Azzini               | Diego Ronchini           |           |
| 1962                                                                                     | Giuseppe Fezzardi     | Jos Hoevenaers             | Franco Balmamion         |           |
| 1963                                                                                     | Italo Zilioli         | Franco Cribiori            | Guido De Rosso           |           |
| 1964                                                                                     | Marino Vigna          | Antonio Bailetti           | Flaviano Vicentini       |           |
| 1965                                                                                     | Gianni Motta          | Michelle Dancelli          | Felice Gimondi           |           |
| 1966                                                                                     | Gianni Motta          | Italo Zilioli              | Vito Taccone             |           |
| 1967                                                                                     | Gianni Motta          | Giorgio Zancanaro          | Tomaso De Pra            |           |
| 1968                                                                                     | Eddy Merckx           | Michelle Dancelli          | Gianni Motta             |           |
| 1969                                                                                     | Marino Basso          | Dino Zandegù               | Luciano Armani           |           |
| 1970                                                                                     | Gianni Motta          | Eddy Merckx                | Felice Gimondi           |           |
| 1971                                                                                     | Giancarlo Polidori    | Tino Conti                 | Italo Zilioli            |           |
| 1972                                                                                     | Giacinto Santambrogio | Marino Basso               | Michelle Dancelli        |           |
| 1973                                                                                     | Enrico Paolini        | Marcello Bergamo           | Italo Zilioli            |           |
| 1974                                                                                     | Tino Conti            | Giacinto Santambrogio      | Enrico Paolini           |           |
| 1975                                                                                     | Fabrizio Fabbri       | Mauro Simonetti            | Serge Parsani            |           |
| 1976                                                                                     | Francesco Moser       | Roger De Vlaeminck         | Gianbattista Baronchelli |           |
| 1977                                                                                     | Giuseppe Saronni      | Phil Edwards               | Valerio Lualdi           |           |
| 1978                                                                                     | Francesco Moser       | Giovanni Battaglin         | Gianbattista Baronchelli |           |
| 1979                                                                                     | Giuseppe Saronni      | Pierino Gavazzi            | Roger De Vlaeminck       |           |
| 1980                                                                                     | Giuseppe Saronni      | Pierino Gavazzi            | Silvano Contini          |           |
| 1981                                                                                     | Gregor Braun          | Alessandro Paganessi       | Pierino Gavazzi          |           |
| 1982                                                                                     | Pierino Gavazzi       | Claudio Torelli            | Gianbattista Baronchelli |           |
| 1983                                                                                     | Alessandro Paganessi  | Silvano Contini            | Serge Demierre           |           |
| 1984                                                                                     | Pierino Gavazzi       | Gianbattista Baronchelli   | Marino Amadori           |           |
| 1985                                                                                     | Giovanni Mantovani    | Giuseppe Saronni           | Pierino Gavazzi          |           |
| 1986                                                                                     | Guido Bontempi        | Pierino Gavazzi            | Roberto Pagnin           |           |
| 1987                                                                                     | Franco Ballerini      | Kjell Nilsson              | Marco Bergamo            |           |
| 1988                                                                                     | Giuseppe Saronni      | Guido Bontempi             | Pierino Gavazzi          |           |
| 1989                                                                                     | Gianni Bugno          | Charly Mottet              | Dirk De Wolf             |           |
| 1990                                                                                     | Pascal Richard        | Claudio Chiappucci         | Thomas Wegmüller         |           |
| 1991                                                                                     | Guido Bontempi        | Pascal Richard             | Gérard Rué               |           |
| 1992                                                                                     | Massimo Ghirotto      | Thomas Wegmüller           | Herbert Niederberger     |           |
| 1993                                                                                     | Massimo Ghirotto      | Francesco Casagrande       | Bruno Cenghialta         |           |
| 1994                                                                                     | Claudio Chiappucci    | Vladislav Bobrik           | Stefano Zanini           |           |
| 1995                                                                                     | Roberto Caruso        | Angelo Lecchi              | Stefano Colagè           |           |
| 1996                                                                                     | Fabrizio Guidi        | Andrea Tafi                | Massimo Donati           |           |
| 1997                                                                                     | Roberto Caruso        | Dario Andriotto            | Marco Serpellini         |           |
| 1998                                                                                     | Davide Rebellin       | Giuseppe Di Grande         | Maximilian Sciandri      |           |
| 1999                                                                                     | Sergio Barbero        | Davide Rebellin            | Francesco Casagrande     |           |
| 2000                                                                                     | Massimo Donati        | Davide Rebellin            | Daniele De Paoli         |           |
| 2001                                                                                     | Mirko Celestino       | Paolo Valoti               | Gianluca Bortolami       |           |
| 2002                                                                                     | Eddy Ratti            | Danilo Di Luca             | Laurent Dufaux           |           |
| 2003                                                                                     | Danilo Di Luca        | Andrea Ferrigato           | Markus Zberg             |           |
| 2004                                                                                     | Fabian Wegmann        | Danilo Di Luca             | Volodymyr Duma           |           |
| 2005                                                                                     | Stefano Garzelli      | Lorenzo Bernucci           | Damiano Cunego           |           |
| 2006                                                                                     | Stefano Garzelli      | Rinaldo Nocentini          | Raffaele Ferrara         |           |
| 2007                                                                                     | Christian Murro       | Alessandro Bertolini       | Kanstantsin Sivtsov      |           |
| 2008                                                                                     | Francesco Ginanni     | Leonardo Bertagnolli       | Damiano Cunego           |           |
| 2009                                                                                     | Mauro Santambrogio    | Francesco Masciarelli      | Aleksandr Bocharov       |           |
| 2010                                                                                     | Daniel Martin         | Domenico Pozzovivo         | Jérôme Baugnies          |           |
| 2011                                                                                     | Davide Rebellin       | Domenico Pozzovivo         | Thibaut Pinot            |           |
| 2012                                                                                     | David Veilleux        | Andrea Palini              | Danilo Di Luca           |           |
| 2013                                                                                     | Kristijan Đurasek     | Francesco Manuel Bongiorno | Alexandr Kolobnev        |           |
| 2014                                                                                     | Michael Albasini      | Sonny Colbrelli            | Filippo Pozzato          |           |
| 2015                                                                                     | Vincenzo Nibali       | Serguei Firsanov           | Giacomo Nizzolo          |           |
| 2016                                                                                     | Sonny Colbrelli       | Diego Ulissi               | Francesco Gavazzi        |           |
| 2017                                                                                     | Alexandre Geniez      | Thibaut Pinot              | Vincenzo Nibali          |           |
| 2018                                                                                     | Toms Skujiņš          | Thibaut Pinot              | Peter Kennaugh           |           |
| 2019                                                                                     | Primož Roglič         | Giovanni Visconti          | Toms Skujiņš             |           |
| 2020 edição não realizada por causa da COVID-19, substituída pelo Gran Trittico Lombardo |                       |                            |                          |           |
| 2021                                                                                     | Alessandro De Marchi  | Davide Formolo             | Tadej Pogačar            |           |
| 2022                                                                                     | Tadej Pogačar         | Sergio Higuita             | Alejandro Valverde       |           |
| 2023                                                                                     | Ilan Van Wilder       | Richard Carapaz            | Aleksandr Vlasov         |           |
| 2024                                                                                     | cancelado             | cancelado                  | cancelado                | cancelado |

## Palmarés por países
| País      | Vitorias |
| --------- | -------- |
| Itália    | 87       |
| Bélgica   | 3        |
| Alemanha  | 2        |
| Suíça     | 2        |
| Eslovênia | 2        |
| Irlanda   | 1        |
| Canadá    | 1        |
| Croácia   | 1        |
| França    | 1        |
| Letônia   | 1        |